# Helmut Riedlinger

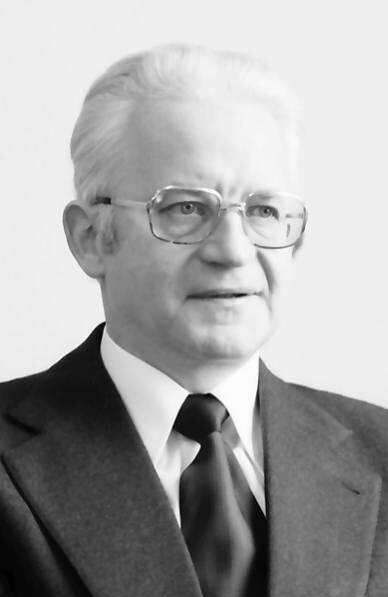
Helmut Riedlinger (1975)

Helmut Riedlinger (* 17. Februar 1923 in Bohlingen am Bodensee; † 14. Mai 2007 in Freiburg im Breisgau) war ein deutscher katholischer Theologe und Dogmatiker.

## Leben
Riedlinger studierte katholische Theologie an der Universität Freiburg und promovierte 1956 bei Friedrich Stegmüller mit der  Dissertation Die Makellosigkeit der Kirche in den lateinischen Hoheliedkommentaren des Mittelalters zum Dr. theol. 1951 empfing er in Rom die Priesterweihe. 1963 wurde er in Freiburg habilitiert. Er war von 1964 bis zur Emeritierung 1988 Ordinarius für Dogmatik an der Theologischen Fakultät der Universität Freiburg.
Zehn Jahre war er als Vertreter der Theologischen Fakultät Mitglied im Priesterrat der Erzdiözese Freiburg. Von 1981 bis 1988 gehörte er als nichtresidierender Domkapitular dem Freiburger Metropolitankapitel an, zu dessen Ehrendomherrn er 1988 berufen wurde. Bereits 1979 ernannte ihn Papst Johannes Paul II. zum päpstlichen Ehrenprälaten.

## Wissenschaftliche Schwerpunkte
Als Direktor des Raimundus-Lullus-Instituts in Freiburg hat er maßgeblich an der Herausgabe des lateinischen Werkes Ramon Llulls, eines mittelalterlichen Theologen und Mystikers, mitgewirkt. Sein zweites Spezialgebiet war der Dialog zwischen Theologie und Naturwissenschaft, auf dem er, angeregt durch das Denken von Teilhard de Chardin, in interdisziplinären Lehrveranstaltungen mit Freiburger Naturwissenschaftlern, unter anderem im Rahmen der Arbeitsgemeinschaft AGEMUS, tätig war.

## Veröffentlichungen (Auswahl)
- Die Makellosigkeit der Kirche in lateinischen Hoheliedkommentaren des Mittelalters (= Beiträge zur Geschichte der Philosophie und Theologie des Mittelalters, Bd. 38,3). Aschendorff, Münster 1958 (= Dissertation Universität Freiburg).
- Geschichtlichkeit und Vollendung des Wissens Christi (= Quaestiones disputatae, Bd. 32). Herder, Freiburg im Breisgau 1966.
- Vom Schmerz Gottes. Herder, Freiburg im Breisgau 1983, ISBN 3-451-19691-3.

Festschrift
- Margot Schmidt (Hrsg.): Von der Suche nach Gott. Helmut Riedlinger zum 75. Geburtstag (= Mystik in Geschichte und Gegenwart, Abt. 1, Bd. 15). Frommann-Holzboog, Stuttgart-Bad Cannstatt 1998, ISBN 3-7728-1922-2.